# Dongfanghong BJ760
O Dongfanghong BJ760 (em chinês:  东方红) é um sedã produzido pela BAW. O desenvolvimento começou como uma cópia licenciada do GAZ-21 Volga com a ajuda dos soviéticos compartilhando unidades de chassis, desenhos e plantas para referência, e foi produzido de 1960 a 1969 com um total de 238 unidades produzidas. Substituiu o sedã Jinggangshan pelo BAW. Durante o desenvolvimento, o carro foi nomeado Xinghuo 76 (Fagulha 76), mas mais tarde foi alterado para Dongfanghong para a versão de produção. O nome Dongfanghong significa "O Leste é Vermelho" e refere-se a uma canção patriótica do Partido Comunista Chinês. O nome foi usado por várias empresas para marcas e nomes de produtos.

## História
Em 1958, a campanha do Grande Salto Adiante começou na China, cujo objetivo era alcançar o atraso da China em relação aos países ocidentais. As consequências desta iniciativa afetaram também o setor automóvel e desde 1958, várias fábricas chinesas começaram a produzir automóveis de passageiros sendo as mais conhecidas o Dongfanghong BJ760 (baseado no GAZ-21), Dongfeng CA71 (baseado no Simca Vedette), Hongqi CA72 (baseado no ZiL-111) e o Shanghai SH760 produzido em massa. Muitos modelos foram construídos com base em veículos soviéticos e o projeto do Dongfanghong BJ760 é semelhante ao GAZ-21 soviético em geral, mas distinto, com pequenas reformulações na carroceria.
Em novembro de 1959, o Conselho de Estado da China encarregou a fábrica de imitar o GAZ-21 soviético e forneceu um carro real como exemplo. No início da década de 1960, um grupo de cinco especialistas soviéticos chegou à fábrica com um conjunto de desenhos de carros, e então, em abril do mesmo ano, a fábrica montou as três primeiras amostras do protótipo redesenhado, que passou 25.000 km em testes de estrada até maio de 1965. No final de 1966, a fábrica recebeu um plano anual para a produção de 600 carros, mas naquela época começou a deterioração das relações sino-soviéticas e, na época da 106ª unidade, foi recebida uma ordem do presidente do Comitê Revolucionário de Pequim, Xie Fuzhi, para interromper a produção, a fim de "evitar o modo de vida burguês." O apoio técnico da URSS foi reduzido, mas a produção em pequena escala continuou até o final de 1969. No total, foram produzidas 238 unidades, embora algumas fontes afirmem que 600 unidades do BJ760 foram construídas.

## Trem de força
O motor do Dongfanghong BJ760 foi compartilhado com o soviético GAZ-21 Volga, que é um motor a gasolina de quatro cilindros de 2,4 litros (2.445 cc) produzindo cerca de 70 cv (51 kW) e 167 N⋅m, desenvolvido e fabricado pela soviética Zavolzhye Motorni Zavod (ZMZ, Zavolzhye Engine Factory) e foi acoplado a uma transmissão manual de quatro velocidades. A velocidade máxima do Dongfanghong BJ769 é de 125 km/h. Mais tarde, na década de 1960, a BAW começou a fabricar este motor em fábricas localizadas em Pequim e em Tianjin, onde foi designado 492. O motor foi posteriormente partilhado em muitos outros produtos BAW, incluindo o fora de estrada Beijing BJ212.